# Knema stenophylla
Espèce
Statut de conservation UICN

 LC  : Préoccupation mineure
Knema stenophylla est une espèce de plantes du genre Knema de la famille des Myristicaceae.